# Mattias Ekholm
Mattias Ekholm (Borlänge, Suecia, 24 de mayo de 1990), apodado Ostrich o Ekky, es un jugador profesional sueco de hockey sobre hielo que se desempeña en la posición de defensor izquierdo en Edmonton Oilers, equipo de la National Hockey League (NHL).

## Carrera
Fue seleccionado en la cuarta ronda en la NHL Entry Draft de 2009. En 2011 hizo su debut profesional con el equipo Nashville Predators, en el cual jugó doce temporadas (2011-2022), después pasó a Edmonton Oilers, donde lleva jugando dos temporadas.